# Venezuela (canzone)
Venezuela è una canzone popolare venezuelana, con testi e musica creata dagli spagnoli Pablo Herrero Ibarz e José Luis Armenteros Sánchez, ex membri fondatori del gruppo musicale dei Los Relámpagos. La popolarità e il sentimento evocato dalla canzone viene considerata il terzo inno del Venezuela, dopo Gloria al Bravo Pueblo, l'inno nazionale ufficiale e Alma llanera.

## Storia
Scritta originariamente per essere interpretata da José Luis Rodríguez nell'album Atrévete (Venezuela, 1980) e Me vas a echar de menos (Spagna, 1981), in cui però non venne inclusa. Quindi, è stato svelata per la prima volta dal cantante venezuelano Balbino.

## Testo
y el cuatro en el corazón

llevo en mi sangre la espuma del mar

y tu horizonte en mis ojos

No envidio el vuelo ni el nido al turpial

soy como el viento en la mies

siento el Caribe como a una mujer

soy así, que voy hacer

Soy desierto, selva, nieve y volcán

y al andar

dejo mi estela

el rumor del llano en una canción

que me desvela

la mujer que quiero tiene que ser

corazón, fuego y espuelas

con la piel tostada como una flor

de Venezuela

Con tu paisaje y mis sueños me iré

por esos mundos de Dios

y tus recuerdos al atardecer

me hará más corto el camino

Entre tus playas quedó mi niñez

tendida al viento y al sol

y esa nostalgia que sube a mi voz

sin querer se hizo canción

De los montes quiero la inmensidad

y del río la acuarela

y de ti los hijos que sembrarán

nuevas estrellas

y si un día tengo que naufragar

y el tifón rompe mis velas

enterrad mi cuerpo cerca del mar

en Venezuela»
e il cuatro nel cuore

porto nel mio sangue la schiuma del mare

e il tuo orizzonte nei miei occhi

Non invidio il volo o il nido per trupiale

sono come il vento nel raccolto
 
sento il Mar dei Caraibi come una donna

sono così, cosa farò?

Sono deserto, giungla, neve e vulcano

e quando si cammina

lascio la mia scia

la voce della pianura in una canzone

che mi rivela

la donna che voglio deve essere

cuore, fuoco e speroni

con la pelle tostata come un fiore

del Venezuela

Con il tuo paesaggio e i miei sogni me ne andrò

per quei mondi di Dio

e i tuoi ricordi al tramonto

renderà la strada più breve per me

Tra le tue spiagge c'era la mia infanzia

teso al vento e al sole

e quella nostalgia che sorge nella mia voce

involontariamente è diventato una canzone

Dalle montagne voglio l'immensità

e dal fiume l'acquerello

e da te i figli che semineranno

nuove stelle

e se un giorno dovrò naufragare

e il tifone spezza le mie vele

seppellire il mio corpo vicino al mare

in Venezuela»